# Mesonoterus laevicollis
Mesonoterus laevicollis is een keversoort uit de familie diksprietwaterkevers (Noteridae). De wetenschappelijke naam van de soort werd in 1882 gepubliceerd door David Sharp.